# آی‌باستی
آیباستی (به ترکی استانبولی: Aybastı) شهری است در کشور ترکیه که در استان اردو واقع شده‌است. جمعیت این شهر بر اساس سرشماری سال ۲۰۰۸ میلادی ۱۴٬۴۵۶ نفر و بر اساس برآوردهای سال ۲۰۰۹ میلادی ۱۴٬۱۴۵ نفر می‌باشد.